# Comarca del Sureste (Tenerife)
La comarca del Sureste es una de las 11 comarcas de la isla de Tenerife (islas Canarias, España).
Comprende los municipios de Fasnia y Arico, así como la parte del término municipal de Güímar que no se encuentra incluida en el valle de Güímar. Las partes altas de estos municipios están adscritas a la comarca del Macizo Central.
Tiene una superficie total aproximada de 17.257 hectáreas.